# الیانا الیاس
الیانا الیاس (انگلیسی: Eliane Elias؛ زادهٔ ۱۹ مارس ۱۹۶۰) موسیقی‌دان، نوازنده پیانو، آهنگساز سبک جاز اهل برزیل است. وی از سال ۱۹۸۱ میلادی تاکنون مشغول فعالیت بوده‌است.